# Всероссийский референдум о введении поста президента РСФСР
Всероссийский референдум о введении поста Президента РСФСР был проведён в России в один день со всесоюзным референдумом о сохранении СССР, в воскресенье 17 марта 1991 года.

## Организация референдума

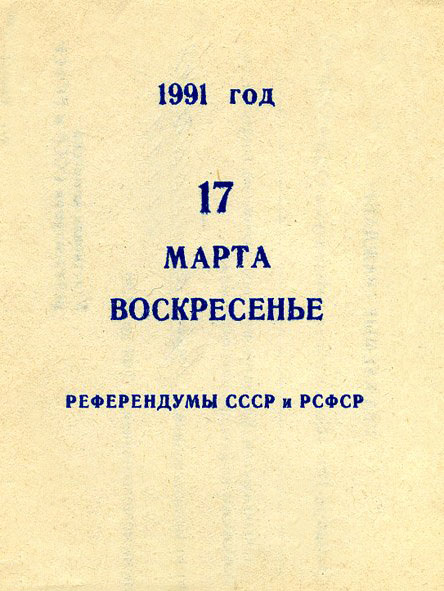
Приглашение на референдум 17 марта 1991 года

После учреждения на III Съезде народных депутатов СССР должности Президента СССР в союзных и автономных республиках стал вводиться пост президента.
В России, как полагают аналитики, пост вводился под конкретную личность Председателя Верховного Совета РСФСР Б. Н. Ельцина.

## Проведение референдума
Референдум не проводился в Северо-Осетинской АССР, Тувинской АССР и Чечено-Ингушской АССР. В Коми АССР и Татарстане предпринимались попытки бойкотировать проведение референдума.

## Результаты референдума
Вопрос звучал так: «Считаете ли Вы необходимым введение поста Президента РСФСР, избираемого всенародным голосованием?»
В списки включены 101 776 550 человек
Бюллетени получили 76 652 747 (75,31 %)
Приняли участие 76 425 110 (75,09 %)
- Ответили «Да» — 53 385 275 (69,85 % участвовавших, 52,45 % избирателей)
- Ответили «Нет» — 21 406 152 (28,01 %)

Число недействительных бюллетеней — 1.633.683

## Последствия референдума
12 июня 1991 года прошли выборы президента, на которых победил Б. Н. Ельцин, и таким образом стал первым президентом России.